# Pautowka (obwód amurski)
Pautowka (ros. Паутовка) – wieś w Rosji, w obwodzie amurskim, w rejonie mazanowskim. W 2010 liczyła 118 mieszkańców.